# Piton de Partage
Pour les articles homonymes, voir Piton (homonymie).
Le piton de Partage, ou piton Sale, est un sommet montagneux de l'île de La Réunion, un département d'outre-mer français dans l'océan Indien. Situé sur le territoire communal de Sainte-Rose, il culmine à 2 361 mètres d'altitude le long du rempart qui place le Fond de la Rivière de l'Est en surplomb du nord de l'Enclos Fouqué, la dernière caldeira formée par le volcan appelé piton de la Fournaise, au cœur du massif du Piton de la Fournaise.